# بلویه (آدیغیه)
بلویه (به لاتین: Beloye) یک منطقهٔ مسکونی در روسیه است که در شهرستان کراسنوگواردیسکی، آدیغیه] واقع شده‌است.